# Сухомлинов Михайло Іванович
Михайло Іванович Сухомлінов (1828—1901) — російський філолог і літературознавець українського походження, народився у Харкові, професор Петербурзького Університету (з 1860), академік.
Дослідник староукраїнської літератури у працях «О древней русской летописи как памятнике литературном» (1856), «О сочинениях Кирилла Туровского» (1858) й ін.; співредактор журналу «Основа».
Михайло Сухомлинов — автор багатьох праць, які, на думку одного з його вчителів М.Костомарова, вирізняються «бездоганною розумністю в обробці предмета і в правильності погляду».